# Opera Wii
Pour les articles homonymes, voir Opéra.
Opera Wii est un navigateur web développé par Opera Software pour le compte de Nintendo et destiné à fonctionner sur la console Wii de Nintendo. Dans le menu de la Wii, il est appelé « chaîne Internet ».

## Généralités
Opera Wii est la version complète du navigateur disponible sur diverses plates-formes informatiques (principalement les ordinateurs, mais également, par exemple, la Nintendo DS et une version J2ME pour téléphone portable nommée Opera Mini) adaptée aux caractéristiques de la Wii : un contrôle visuel et fortement simplifié pour être utilisable avec une manette Wii par tous (du surfeur averti au novice), des restrictions de mémoire de stockage, etc.
Le point fort du navigateur est sa prise en charge du format Flash, ce qui permet d'utiliser jeux, logiciels et autres outils développés dans ce langage. Notons toutefois que la plupart des logiciels Flash très développés ne seront pas fonctionnels, soit par la lenteur d'affichage ou encore parce que la console n'émule pas les commandes clavier.
Les populaires plates-formes de partage vidéo (comme YouTube et DailyMotion) sont ainsi compatibles, mais il convient de signaler que le navigateur n'est pas compatible PDF, MP3, Java (dont les applets servant, par exemple, pour les webcams de villes) ou tout autre format audio et vidéo.
Gratuite au lancement du service (sous une sorte de version beta) la chaîne a cependant été facturée 500 Nintendo Points avant le retour de sa gratuité en septembre 2009. Les utilisateurs ayant payé la chaîne ont eu la possibilité d'acquérir gratuitement un jeu NES d'une valeur de 500 Wii Points pour la console virtuelle.

## Caractéristiques
- Nom officiel du navigateur (Description) :
  - Opera v9.30

- User-Agent :
  - Opera/9.30 (Wii; U; ; 2047-7; fr)

- Protocoles de communication supportés :
  - HTTP
  - HTTPS avec le protocoles de chiffrement suivants:
    - SSL 2.0 et 3.0
    - TLS 1.0 et 1.1

- Langages Internet supportés :
  - HTML 4.01
  - XHTML 1.0, 1.1, Basic
  - Open Mobile Alliance XHTML Mobile Profile 1.1 et 1.2
  - WML 2.0
  - CSS 2.1 et WCSS 1.1
  - ECMAScript
  - DOM 2
  - Prise en charge des cookies

- Support des fichiers multimédia :
  - Bitmap (BMP/WBMP)
  - SVG 1.1
  - GIF87/89
  - JPEG
  - JFIF
  - PNG
  - ICO
  - Flash 7 et Flash 8 via Flash Lite 3.1

- Résolution d'image
  - 800*528px (ratio 4:3)
  - 800*628 (ratio 4:3)
  - 800*396 (ratio 16:9)
  - 800*472 (ratio 16:9)